# Sulfeto de silício
Sulfeto de silício(IV) é o composto com fórmula química SiS2.

## Síntese, estrutura e propriedades
Forma-se o material pelo aquecimento de de silício e enxofre, ou pela reação de dupla troca entre SiO2 e Al2S3.  Sua estrutura são cadeias de tetraedros ligados pelas arestas: Si(μ-S)2Si(μS)2 etc.  A distância  Si---Si é de 214 picometros, menor que as distâncias usuais das ligações simples Si-Si.
Analogamente a outros compostos silício-enxofre (como o sulfeto de bis(trimetilsilil)), SiS2 é rapidamente hidrolizado, liberando H2S.
Existem evidências de SiS2 em alguns objetos interestelares.